# Clara B. (film)
Clara B. este un film românesc din 2006 regizat de Alexandru Solomon.